# Камынин, Михаил Афанасьевич
Михаи́л Афана́сьевич Камы́нин (1730 — ок. 1813) — калужский губернатор в 1798—1799 годах, действительный статский советник.

## Биография
Родился в Лихвинском уезде в родовом имении Чернышино. Сын Афанасия Григорьевича Камынина (1689 — после 1760), действительного статского советника (служил в Вотчинной коллегии).
Был на военной (с 1764 — гвардии капитан) и на гражданской службе. 29 ноября 1784 года Указом Правительствующего Сената назначен на должность директора Экономии наместнического правления в чине коллежского советника. 12 декабря 1788 — 16 декабря 1791 предводитель дворянства Лихвинского уезда. 1792 — председатель Калужской палаты уголовного суда. 19 марта 1797 — 5 апреля 1798 калужский вице-губернатор. 5 апреля 1798 — 31 декабря 1799 Калужский губернатор.
При губернаторе Камынине 15 октября 1799 года была учреждена Калужская епархия.
С 1800 — в отставке. Владел землями в Лихвинском уезде: селом Васильевским, деревнями Андреевка, Зиновская, Чернышино и другими.
В 1812 году Михаил Афанасьевич Камынин снарядил в калужское народное ополчение на свои средства двух конных воинов и 19 пеших.
Дети: сын Александр (умер при жизни отца), дочери Екатерина (не замужем) и Ирина.